# Torre de El Terrón
La torre de El Terrón era una torre almenara situada en Lepe, en la provincia de Huelva (España).
Se encontraba ubicada junto a la desembocadura del río Piedras, en las cercanías del Puerto de El Terrón. Tenía como misión proteger la costa contra la incursión de piratas. 

## Historia
La construcción de la torre de El Terrón se enmarca dentro del plan de Felipe II para defender la costa contra las incursiones de los piratas berberiscos mediante la construcción de torres almenaras. El Descubrimiento de América y el comercio con las indias provocó un aumento de la piratería en la costa atlántica de Andalucía en el siglo XVI. Ello provocó una serie de inspecciones y propuestas entre 1570 y 1576, que aconsejaban el alzamiento de dichas torres por toda la costa. El Comendador de Hornos, Luis Bravo de Lagunas, visitó las villas de la costa onubense y se reunió con los regidores de Lepe y el escribano público el 5 de agosto de 1577 para comunicar la orden real de levantar una torre de atalaya y fuerte en El Terrón y una de atalaya en Sierra Bermeja. Las autoridades locales se mostraron prestas a cumplir, pero posteriormente pleitearon contra la obligación de asumir los costes de construcción, por entender que beneficiaba más a la ciudad de Sevilla que a ellos mismos. Igual posición adoptaron el marqués de Ayamonte, el duque de Béjar, el conde de Miranda y el duque de Medina Sidonia. La Corona envió en 1584 al licenciado Gilberto de Bedoya para que impulsara la construcción de las torres mediante el reparto y cobro de los costes correspondientes a los nobles. La expedición de Drake de 1587 en la bahía de Cádiz aumentó el interés en acelerar la construcción de las torres defensivas costeras. En 1590 el Consejo de Justicia emitió un auto que obligaba a los nobles a construir y pagar las torres.
La torre de El Terrón constaba como finalizada en 1608 y es así mismo mencionada en 1618 como ubicada a un cuarto de legua de la torre del Catalán.
En 1720 el Capitán de Marina de la Comandancia de Cádiz ordena apostar guardias en la torre del Catalán y de El Terrón ante la epidemia de peste de Marsella.
A pesar de que la torre es descrita como «arruinada» en un informe de 1820 elaborado por Josef de Sierra, sigue apareciendo en mapas entre 1862 y 1873. En 1900 un derrotero de la costa constata que la torre ya había desaparecido para esa fecha.

### Mapa interactivo de la red de torres del litoral onubense
En el siguiente mapa, se puede apreciar la distribución de las torres ubicadas en el litoral onubense.